# Karl M. Sibelius

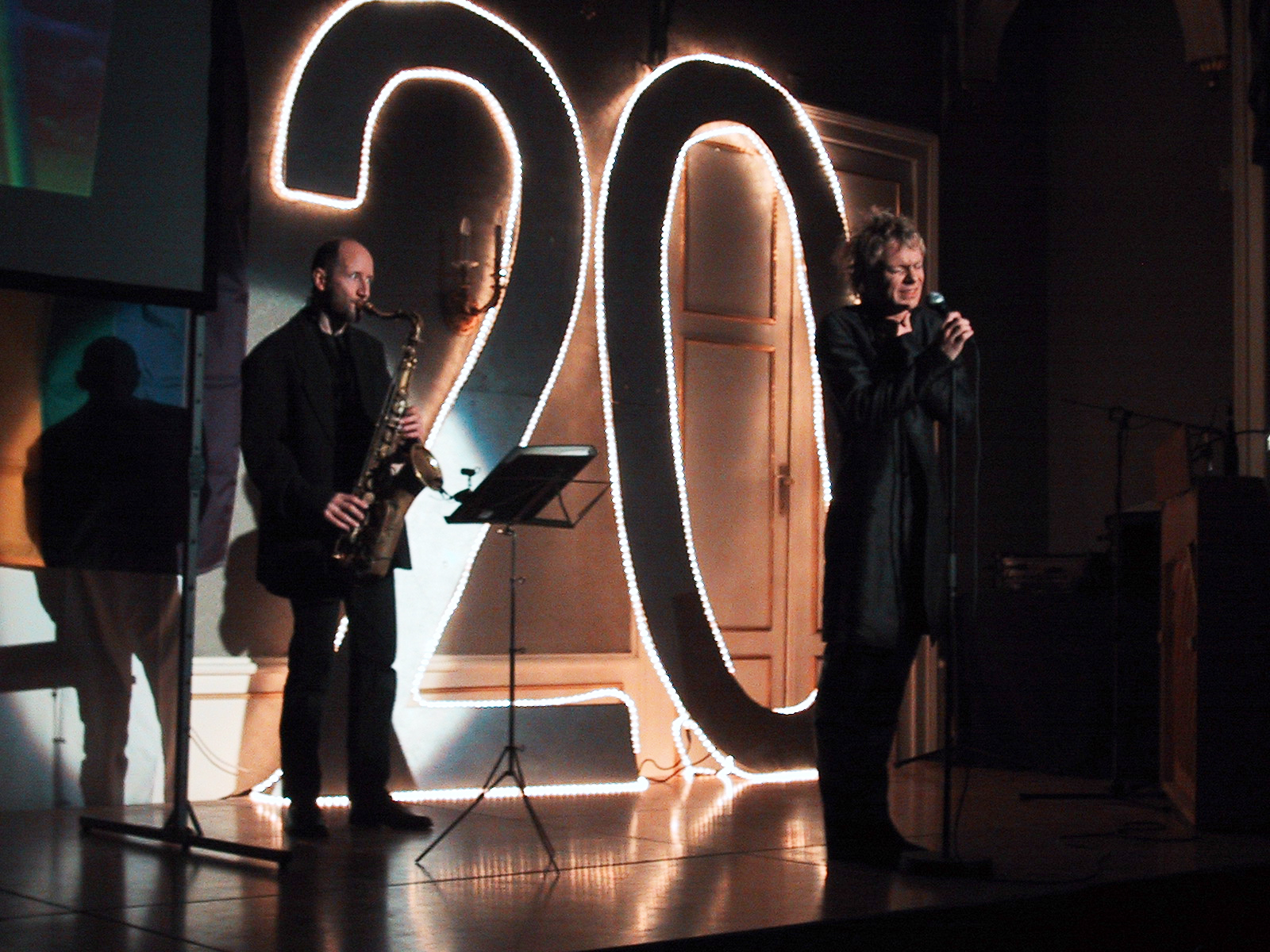
Sibelius singt zu Saxophonbegleitung beim Fest „20 Jahre HOSI Linz“ am 15. März 2003

Karl M. Sibelius (* 18. Juli 1969 in Bregenz) ist ein österreichischer Kulturmanager, Schauspieler, Sänger und Regisseur. Von 2012 bis 2015 war er Intendant am Theater an der Rott im niederbayrischen Eggenfelden, von August 2015 bis November 2016 war er Generalintendant mit künstlerischer, kaufmännischer und personeller Gesamtverantwortung am Theater Trier.

## Ausbildung
Sibelius wuchs in Kärnten auf, besuchte dort das Bundesoberstufenrealgymnasium (musikalischer Zweig) und studierte anschließend Musikalisches Unterhaltungstheater und Gesang in Wien am Konservatorium Wien Privatuniversität. Er ist Master of Arts in Peace and Conflict Studies der European Peace University, verfügt über einen Abschluss als akademischer Kulturmanager an der Universität Wien sowie als Executive Master of Art Administration an der Universität Zürich und als Doctor of Philosophy (Titel der Promotionsarbeit: Orchestra Projects - Instruments of Social Change) der Kunstuniversität Linz.

## Künstler

### Tätigkeit am Landestheater Linz
1992 bis 2012 war er am Landestheater Linz engagiert. Er trat sowohl in klassischen Schauspielrollen (Hamlet, Tellheim in Minna von Barnhelm), in Johann Nestroys Höllenangst als „Wendelin“, aber auch in Musicals und Operetten (unter anderem als „Frankn'Furter“ in The Rocky Horror Show) und in Opern auf. Daneben gab er Liederabende („Ich find Schlager toll“, „Schiff der Träume“, „Struwwelpeter“). Er schuf die Kunstfigur Rose. Zu seinen Inszenierungen zählen die Linzer Produktionen Männer, Großherzogin von Gerolstein, La Cage aux Folles. Weiter war in seiner Regie und Übersetzung Stephen Sondheims Musical Thriller Sweeney Todd am Landestheater zu sehen. In Der gute Mensch von Sezuan war er in der Inszenierung von Ong Keng Sen als Shen Te/Shui Ta auf der Bühne. Er inszenierte die österreichische Erstaufführung von Song and Dance im Posthof Linz, brachte Matchgirl Opera zur Uraufführung und war Regisseur der Kinderoper Das Traumfresserchen. Für Linz 2009 – Kulturhauptstadt Europas moderierte Sibelius die Eröffnungsfeierlichkeiten.
Zwischendurch gastierte er immer wieder auf Bühnen in Wien (Serapionstheater, Schauspielhaus, Theater in der Josefstadt) und Deutschland (Münchner Volkstheater, Staatstheater Kassel, Bonn, Augsburg, Stadttheater Konstanz). Im Juli 2007 gab Sibelius in Klosterneuburg mit Beethovens Fidelio sein Debüt als Opernregisseur. In Linz stand er in der Spielzeit 2007/08 als „Adam Schaf“ in Georg Kreislers biografischen Liederabend und als Oberkellner „Leopold“ in der Operette Im weißen Rößl, im Juni und Juli 2008 bei den Bad Leonfeldner Sommerfestspielen im Musical Cabaret als Conferencier unter der Intendanz von Thomas Kerbl auf der Bühne.

### Theater an der Rott
2012 wechselte Sibelius als Intendant an das Theater an der Rott in Eggenfelden und gestaltete 2012/2013 seine erste Spielzeit. Seine künstlerischen und wirtschaftlichen Umstrukturierungsmaßnahmen (Change Management) wurden überregional aufmerksam verfolgt. Ende der Spielzeit 2014/2015 beendete er seine Tätigkeit am Theater an der Rott vorzeitig.

### Theater Trier
Sibelius wurde im August 2015 zum Generalintendanten des Theaters Trier. 2016 kam Kritik an der Führung des Theaters durch Sibelius auf. Seine fristlose Kündigung des Schauspieldirektors Ulf Frötzschner wurde nach Protesten des Schauspielensembles und der Regisseure und einer Verhandlung vor dem Bühnenschiedsgericht von der Stadt rückgängig gemacht.
Im Laufe des Jahres 2016 wurde bekannt, dass der Etat des Theaters erheblich überzogen wurde. In einer Sitzung am 17. November 2016 entschied der Trierer Stadtrat, den Vertrag mit Sibelius zum Monatsende aufzulösen. Als Gründe wurden von Oberbürgermeister Wolfram Leibe unter anderem ein „dramatisches Fehlmanagement“ und ein Defizit von über 3 Millionen Euro seit Amtsantritt von Karl M. Sibelius genannt.
Im Februar 2022 wurde bekannt, dass die Staatsanwaltschaft Trier nach fünfjährigen Ermittlungen, die von einer Strafanzeige herrührten, gegen Sibelius Anklage wegen Untreue vor dem Landgericht Trier erhoben hat. Der frühere Intendant soll in seiner Verantwortlichkeit für das Theater massiv Steuergelder verschwendet haben. Nach Auffassung der Staatsanwaltschaft soll der Stadt Trier ein Vermögensschaden in Höhe von insgesamt ca. € 260.000 entstanden sein. Anfang September 2024 fand die Verhandlung statt, das Verfahren wurde gegen die Zahlung von 10.000 Euro eingestellt.

## Engagement außerhalb des Theaters
Sibelius war im Stadtkulturbeirat Linz tätig und engagiert sich für die Aids-Hilfe Oberösterreich. In der Tageszeitung Österreich erschien zwei Jahre lang immer montags seine Kolumne „Alltag Kultur“. An der Anton Bruckner Privatuniversität war Sibelius als Dozent an der Opernschule tätig. Von 2010 bis 2013 war er Dozent am Institut für Gesang an der Universität Mozarteum Salzburg.
Sibelius arbeitet seit Oktober 2019 als Professor (PH2) an der Pädagogischen Hochschule Oberösterreich in Linz.

## Auszeichnungen
- 2005 bis 2007 war Sibelius für den Gay And Lesbian Award (G.A.L.A.) der HOSI Linz nominiert.
- 2007 Nach der Benefizgala „Let´s POP!!!“ im Jahre 2007 zugunsten von HOSI Linz erhielt Sibelius gemeinsam mit der Nationalratspräsidentin Barbara Prammer das Ehrenkreuz „Fidei et Merito“ („Der Treue und dem Verdienste“) verliehen.
- 2007 Ehrenzeichen der HOSI Linz
- 2012 Kulturmedaille des Landes Oberösterreich[18]
- 2013 Preis der Jury bei den Bayerischen Theatertagen in Nürnberg als „bemerkenswerter“ Theatermacher
- 2013 Überraschungssieger für innovative Theaterarbeit abseits der Zentren (Deutsche Bühne)
- 2014 Nominierung seines Bürgerprojekts WEIL I DI MAG für den BKM-Preis Kulturelle Bildung durch den Deutschen Bühnenverein
- 2019 Anerkennungspreis "Stadt der Vielfalt" für den von Sibelius mitkonzipierten Hochschullehrgang "Friedenspädagogik und Menschenrechtsbildung" an Pädagogischen Hochschule Oberösterreich